# Jane Summerhays
Jane Summerhays (Salt Lake City, 11 ottobre 1944) è un'attrice, cantante e ballerina statunitense, attiva in campo teatrale, televisivo e cinematografico.

## Biografia
Jane Summerhays ottenne il suo primo ruolo di rilievo nel 1976, quando fu scelta per interpretare Sheila nella tournée giapponese e statunitense del musical Premio Pulitzer A Chorus Line. Nello stesso anno, fece il suo debutto sulle scene londinesi con A Chorus Line, per poi tornare a unirsi al tour mondiale e infine fare il suo debutto a Broadway nel ruolo di Sheila nel 1978. Tra il 1979 e il 1982 recitò nel musical Sugar Babies a Broadway e in due tournée statunitensi, mentre nel 1986 ottenne il suo più grande successo con il musical Me and My Girl a Broadway: per la sua interpretazione nel ruolo di Lady Jacqueline Carstone vinse il Drama Desk Award e fu candidata al Tony Award alla migliore attrice non protagonista in un musical.
Nel 1997 recitò ancora a Broadway nel musical Dreams, mentre nel 1998 interpretò la protagonista Phyllis Rodgers Stone in Follies in scena a San Jose con le coreografie di Harvey Evans. Nel 2000 ha recitato con Eartha Kitt, Toni Collette e Tonya Pinkins nel musical The Wild Party, mentre nel 2003 recitò per l'ultima volta a Broadway nel musical Cabaret. Sempre attiva in campo regionale, nel 2005 fu l'antagonista principale nel musical Anyone Can Whistle a Filadelfia e Jacqueline in La cage aux folles a Oguinquit nel 2013.

## Filmografia parziale

### Televisione
- Un salto nel buio (Tales from the Darkside) - serie TV, episodio 3x21 (1987)
- Cosby indaga (The Cosby Mysteries) - serie TV, 1 episodio (1994)
- Law & Order - I due volti della giustizia (Law & Order) - serie TV, 1 episodio (1998)
- Sex and the City – serie TV, episodio 3x16 (2000)
- Ed - serie TV, 2 episodi (2001-2004)

## Doppiatrici italiane
- Antonella Giannini in Sex and the City